# 建築線
建築線（けんちくせん）とは、それ以上建築物が突出してはならない道路と敷地の境界線を言う。
日本における建築線制度は、市街地建築物法に初めて採用された。これは1875年にプロシア（プロイセン）が制定した「プロシア建築線法（Fluchtlinien-Gesetz）」の建築線制度を下敷きにしている。
現代では、建築基準法第42条第2項により、幅員が1.8m以上、4m未満の道路の場合は中心から2m後退した線を建築線として指定することができる。